# イーダ・ヤングビスト
イーダ・ヤングビスト（Ida Ljungqvist、1981年9月27日 - ）は、タンザニア出身のスウェーデン人モデル。

## 人物
ヤングビストはタンザニアで現地人の母とスウェーデン人の父の間に生まれた。ビバリーヒルズ・ロデオドライブのベベ・ストアーズで2007年のプレイメイト・オブ・ザ・イヤー、サラ・ジーン・アンダーウッドに見出された。
PLAYBOY誌2008年3月号のプレイメイトに選ばれ、更に2009年のプレイメイト・オブ・ザ・イヤーに選出された。アフリカ出身のプレイメイト・オブ・ザ・イヤーは初であり、スウェーデン人モデルとしては2人目の受賞であった。また非営利の慈善活動や団体を通じて、タイトルを社会奉仕活動に捧げた初のプレイメイト・オブ・ザ・イヤーでもある。
ヤングビストはフロリダ州マイアミで開催された2009年のPLAYBOY大晦日パーティーで、数人の他のプレイメイトと共に司会を務めた。

## 私生活
父親のユニセフの仕事のため、ヤングビストは非常に多くの旅をした。 彼女は英語、スウェーデン語、スワヒリ語を話す事ができる。
プレイメイト・オブ・ザ・イヤーとなった後、非営利の国際的シンクタンクであるエンパワーメント・ワークスと仕事をした。彼女の役目には組織と基金の認知度を上げる事も含まれていた。
ファッションデザインとマーケティングの学位を持っており、経済学を勉強する計画を立てている。
5年の同棲の後、2007年12月にジョシュア・R・ラングと結婚したが、ラングは2008年9月に離婚を申請した。 2008年11月、MSNBCはお気に入りのチワワをめぐる彼らの親権争いを報じた。